# Euthalia dodanda
Euthalia dodanda är en fjärilsart som beskrevs av Hans Fruhstorfer 1913. Euthalia dodanda ingår i släktet Euthalia och familjen praktfjärilar. Inga underarter finns listade i Catalogue of Life.